# 神劍魚龍屬

兩個神劍魚龍標本與人類的體型相比圖

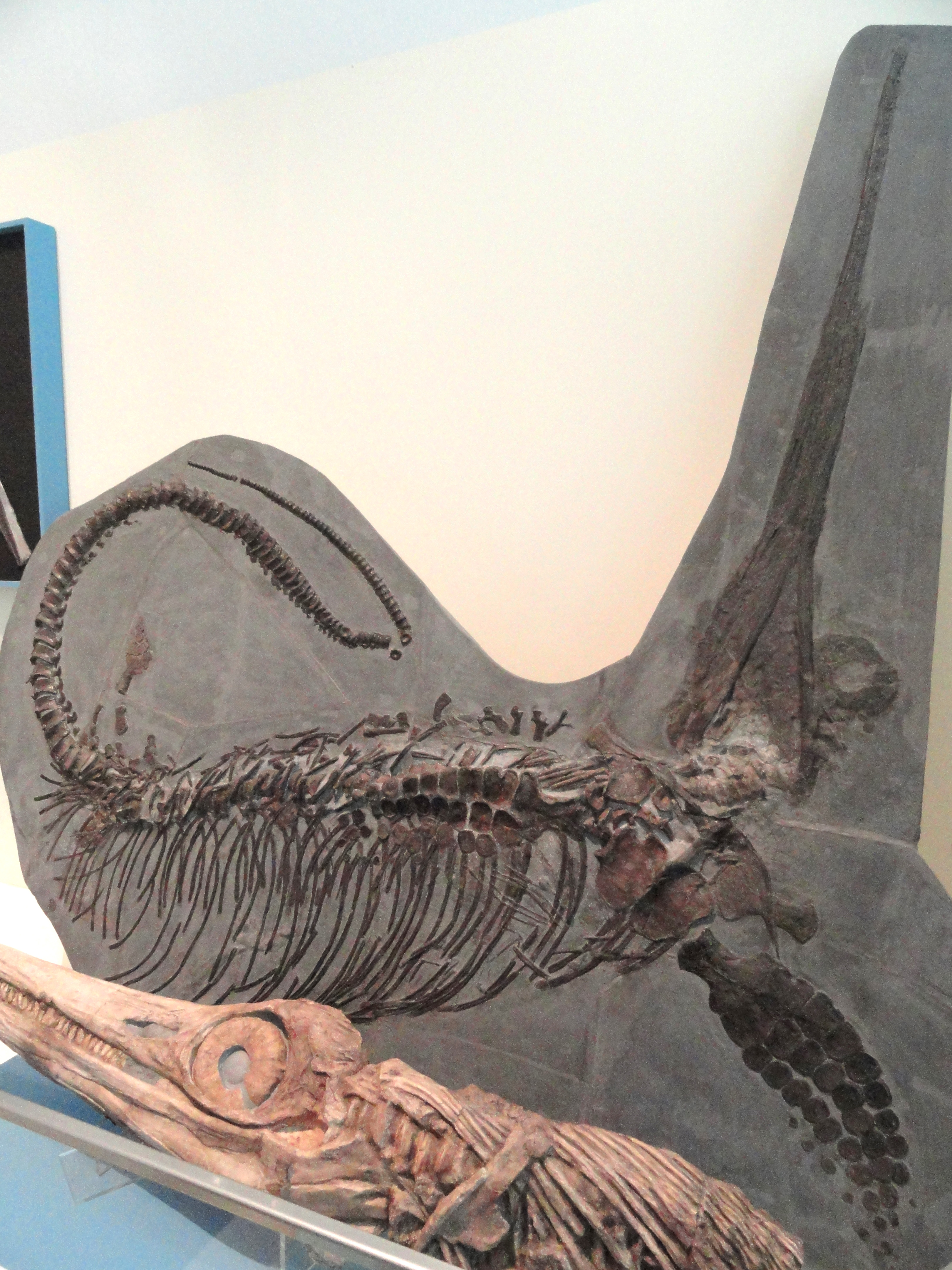
神劍魚龍化石，安大略皇家博物館

神劍魚龍屬（屬名：Excalibosaurus）意為「王者之劍的蜥蜴」，又譯為聖劍魚龍或劍魚魚龍，是個單種屬，屬於類似於魚類的海生爬行動物魚龍目，生存於早侏儸紀錫內穆階的英格蘭，接近1億9650萬年前（上下200萬年）到1億8950萬年前（上下150萬年）。劍魚魚龍的特徵是極長的吻突，下頜長度約為上頜長度的3/4，使牠們外表類似劍魚。目前唯一種是Excalibosaurus costini。

## 敘述
這種相當罕見的動物已發現了兩個標本。模式標本是在1984年發現於英格蘭森麻實郡的海岸，包含頭顱骨、前鰭、部份肩帶、以及一些脊椎骨與肋骨。並在1986年由McGowan所敘述。該化石存放於布里斯托市立博物館與藝術畫廊。第二個標本室個幾乎完整的骨骸，是在1996年發現於同一地區，並由皇家安大略博物館所購買，並也由McGowan在2003年所敘述。
劍魚魚龍的親緣關係接近魚龍類的其他兩屬：蛇嘴魚龍生存於晚三疊紀瑞提安階到早侏儸紀錫內穆階的英格蘭、真鼻龍生存於早侏儸紀托阿爾階的德國。這三個屬都屬於真鼻龍類（Eurhinosauria）演化支的蛇嘴魚龍科。劍魚魚龍一度被認為是真鼻龍的一個異名，但在1996年所敘述的標本顯示牠們擁有許多形態上的差異，例如前鰭的形狀（劍魚魚龍的前鰭較短、較寬廣）、身體的修長形狀，這些差異清楚地分別這兩個屬。在1996年所敘述的標本經估計身長為7公尺，頭顱骨長度為1.54公尺。模式標本較小，身長估計為4公尺，頭顱骨長度為78.5公分，顯示該標本來自於幼年個體。